# Барановська Наталія Дмитрівна
Наталія Дмитрівна Барановська (нар. бл. 1887, Житомир — пом. ?) — українська оперна і камерна співачка (драматичне сопрано).

## Життєпис
У 1904–1908 роках навчалась співу в Московській консерваторії, пізніше удосконалювала майстерність в Мілані у М. Відаля. У 1907 році виступала з концертами в Житомирі; у 1907 році з успіхом гастролювала містами Італії (Рим, Неаполь, Мілан).
В камерному репертуарі співачки були романси, а також українські народні пісні.